# Первушин, Виктор Александрович
Виктор Александрович Первушин (11 августа 1908, Санкт-Петербург — 28 апреля 1991, Новосибирск) — доктор экономических наук (1965), профессор, организатор и первый ректор Новосибирского института народного хозяйства.

## Биография
Родился в семье служащего.
В 1941 году поступил на заочное обучение на экономический факультет Новосибирского торгового института.
В 1948 году окончил вуз и начал преподавательскую деятельность.
В 1954 году защитил кандидатскую диссертацию, став кандидатом экономических наук.
В 1965 стал первым доктором экономических наук и профессором в области политэкономии города Новосибирска.

### Основатель института
В 1966 году Советом Министров РСФСР было принято решение организовать Новосибирский институт народного хозяйства (НИНХ). На пост ректора, из немногих имеющихся в Новосибирске д.э.н., обком КПСС выбрал В. А. Первушина. Он был вызван в Москву, где 19 мая 1967 года на заседании коллегии Министерства высшего и среднего специального образования РСФСР утверждён в должности и был отправлен в Новосибирск.
Виктор Александрович создавал институт «с ноля»: 
«министерство не дало мне никаких конкретных указаний по поводу того, как „делаются“ новые вузы. Я же знал только, что представляют и как работают давно существующие вузы.…Когда я вернулся в Новосибирск, у меня не было ни помещения, ни штата, ни, даже, углового штампа, чтобы написать какую-то бумагу. Я пошел в обком КПСС и мне посоветовали обратиться к секретарю обкома партии, ведавшему промышленностью (для которой институт и должен был готовить кадры) Николай Кириллович Дыбенко».
Под институт было выделено недостроенное здание учебного комбината бывшего Совнархоза, а на первое время только что появившийся институт разместился в широком коридоре здания Госснаба, где располагались два стола — ректора В. А. Первушина и первого принятого им работника — бухгалтера Л. Н. Полигина.
Новому институту был передан со всем штатом Новосибирский филиал Всесоюзного заочного финансово-экономического института, который не имел своего помещения. 300 выпускников филиала в начале 1968 года и стали первыми выпускниками с дипломами НИНХ.
Так как выделенное институту здание было готово только к концу 1968 года, и занятия первого набора студентов велись в большом деревянном здании бывшего детского сада.
Ввиду отсутствия профессоров, Первушин под свою ответственность и при категорическом отказе в разрешении от министерства, создал необходимые кафедры без профессоров.
До 1974 года занимал пост ректора.
Умер в Новосибирске. Похоронен на Заельцовском кладбище (квартал 17).

## Награды и почетные звания
- Почётное звание «Заслуженный деятель науки РСФСР»
- Медаль «За доблестный труд в Великой Отечественной войне 1941—1945 гг.».
- Внесён в экономическую энциклопедию[3]